# Roseland (Chicago)
Pour les articles homonymes, voir Roseland.

Situation de Roseland dans la ville de Chicago

Roseland est l'un des 77 secteurs communautaires de la ville de Chicago dans l'Illinois comprenant de nombreux Afro-Américains. Autrefois lieu d'immigration hollandaise, il est devenu un ghetto noir au XXe siècle.
Sa population est d'environ 135 000 habitants. 96,4 % de la population est afro-américaine. Plusieurs actions entreprises par les associations locales comme Developing Communities Project et par la municipalité de Chicago ont amélioré les conditions de vie et le logement, à partir des années 1980. Cependant, le taux de chômage atteint 40 %. La criminalité est toujours présente, notamment sur la 100e Rue surnommée « Murder Row ». Le quartier de Fernwood se trouve dans ce secteur.